# Barrigue
Pour les autres membres de la famille, voir Famille de Barrigue de Fontainieu et de Montvalon.
 (décembre 2018).
Thierry Jean Marie de Barrigue de Montvallon dit Barrigue, né le 7 juillet 1950 à Neuilly-sur-Seine, est un dessinateur humoristique français.
Il est le fils du dessinateur français Piem.

## Biographie
Son premier dessin paraît en 1971 dans la revue de rock Extra. Dessinateur journaliste depuis 1972, il collabore pendant sept ans à une dizaine de magazines, dont Rock&folk, L'Unité, Télérama, Le Point, France-Soir, Le Matin de Paris, Témoignage chrétien et Nouvelle République du Centre-Ouest. En 1975, il fonde l'agence de presse parisienne APEI.
Barrigue déménage ensuite en Suisse romande. Installé dans le canton de Vaud depuis 1979, il se rend célèbre pour ses caricatures dans le quotidien Le Matin et collabore également avec la Télévision Suisse Romande dans l'émission Le Fond de la Corbeille. Il crée avec Burki, les Éditions du Fou du Roi.
En 2008, la collaboration de Barrigue au quotidien Le Matin cesse. Il crée dans la foulée la revue satirique Vigousse, le petit satirique romand, avec Laurent Flutsch et Patrick Nordmann.
Il a publié plusieurs recueils de ses dessins.